# Municipio de St. Peters
El municipio de St. Peters (en inglés: St. Peters Township) es un municipio ubicado en el condado de St. Charles en el estado estadounidense de Misuri. En el año 2010 tenía una población de 18256 habitantes y una densidad poblacional de 1.625,99 personas por km².

## Geografía
El municipio de St. Peters se encuentra ubicado en las coordenadas 38°45′54″N 90°36′27″O / 38.76500, -90.60750. Según la Oficina del Censo de los Estados Unidos, el municipio tiene una superficie total de 11.23 km², de la cual 11.23 km² corresponden a tierra firme y (0%) 0 km² es agua.

## Demografía
Según el censo de 2010, había 18256 personas residiendo en el municipio de St. Peters. La densidad de población era de 1.625,99 hab./km². De los 18256 habitantes, el municipio de St. Peters estaba compuesto por el 92.42% blancos, el 3.63% eran afroamericanos, el 0.19% eran amerindios, el 1.24% eran asiáticos, el 0.07% eran isleños del Pacífico, el 0.61% eran de otras razas y el 1.84% pertenecían a dos o más razas. Del total de la población el 2.29% eran hispanos o latinos de cualquier raza.